# Планета Джанет
«Планета Джанет» (англ. Janet Planet) — американский драматический фильм о взрослении 2023 года, срежиссированный дебютантом Энни Бейкер по её собственному сценарию. В главных ролях снялись актёры Джулианна Николсон, Зои Зиглер, Элиас Котеас, Уилл Паттон и Софи Оконедо.
Мировая премьера состоялась на 50-м кинофестивале «Теллурайд». Фильм также был показан на 74-м Берлинском международном кинофестивале в секции «Панорама» в феврале 2024 года. Он вышел в прокат в США 21 июня 2024 года. Премьера в РФ — 5 сентября 2024 года (дистрибьютор Exponenta Film).

## Сюжет
В 1991 году хиппи-акупунктуристка по имени Джанет проводит лето дома в сельской местности на западе Массачусетса со своей 11-летней дочерью Лейси. Джанет притягивает к себе мужчин, тогда как Лейси с трудом заводит друзей и проводит время в одиноких играх. Джанет поочерёдно впускает в свою жизнь троих людей: бойфренда Уэйна, старую подругу Реджину и духовного лидера местной коммуны Эйви.

## Актёры
- Джулианна Николсон — Джанет
- Зои Зиглер — Лейси
- Элиас Котеас — Эйви
- Софи Оконедо — Реджина
- Уилл Паттон — Уэйн
- Мэри Шульц — Давина
- Эди Мун Кернс — Секвойя

## Отзывы критиков
На сайте-агрегаторе рецензий Rotten Tomatoes 83 % из 75 рецензий критиков являются положительными со средней оценкой 7,6/10. Консенсус сайта гласит: «Разворачиваясь в спокойном темпе со сдержанным чувством драмы, „Планета Джанет“ вращается вокруг выдающейся игры Джулианны Николсон и Зои Зиглер». Metacritic, который использует средневзвешенное значение, присвоил фильму оценку 83 из 100 на основе 35 критических откликов, что указывает на «всеобщее признание».